# Apas (Cajatambo)
Apas es un caserío peruano ubicado en el distrito de Gorgor, perteneciente a la provincia de Cajatambo del departamento de Lima, al centro oeste del Perú. 

## Ubicación
Apas se ubica al sur de la provincia de Cajatambo, en el distrito de Gorgor, en el departamento de Lima.

## Demografía
En 2017 Apas tenía una población de 67 habitantes.
| Gráfica de evolución demográfica de Apas entre 1993 y 2017 |
|                                                            |
| Fuentes: Población 1993 y 2017                             |